# Arsi (provincia)
Arsi o Arusi es una antigua provincia etíope ubicada en el centro del país, entre los años 1942 y 1995 constituía una de las 14 provincias de Etiopía, de acuerdo a la organización administrativa vigente de la época. Su capital era la ciudad de Asella. La demarcación fue reducida a la zona Arsi de la región de  Oromía con la adopción de la constitución de 1995.
La riqueza de su producción agrícola probablemente sea el origen de la conquista de esta región por Menelik II, esencialmente poblada por oromos. La ciudad de Shashamane era un importante centro comercial en el awraja de Chilalo, entre el sur y la capital etíope.

## Awrajas
La provincia estaba dividida en 3 awrajas (distritos).
- Amba Gugu
- Chilalo
- Ticho